# Horváth Lajos (szolgabíró)
Horváth Lajos (Pápa, 1847. december 25. – Pápa, 1912. június 10.) járási szolgabíró, jogakadémiai tanár és ügyvéd. 

## Élete és munkássága
1876. október 4-től jogakadérniai tanár volt Pápán a református főiskolában. 1883 végén Veszprém megye szolgabírójának választatott Pápára.
1872-től külmunkatársa volt a Győri Közlönynek, míg Mersich József szerkesztette azt; 1874. május 5-én a Pápai Lapoknak egyik alapítója és munkatársa volt; hosszabb ideig külmunkatársa lett az 1875-ben alapított Veszprémnek is. Írt ezeken kívül a Nemzeti Hírlapba, Ellenőrbe, Honba, Nemzetbe, Veszprémi Független Hirlapba, Üstökösbe, és a győri Garaboncziás Diákba. Programmértekezése a pápai református főiskola Értesítőjében (1877. A magyar közigazgatás fejlődéséről). Megírta a pápai állandó színház történetét (Emléklapok. Pápa, 1881.)
Szerkesztette a Pápai Lapokat 1879. szeptember 1-jétől 1883. december 31-ig egyedül; 1885-től 1890-ig Mészáros Károly és Horváth felváltva viselték a szerkesztői gondokat; a Dunántúli Képes Naptárt 1881 és 1882-re (melyben a dunántúli kerület nevezetesebb egyéneinek életrajza, szebb vidékeinek és nevezetesebb intézeteinek ismertetése van.)

## Álnevei és jegyei
Kaktusz, Hansai, -r-, -h-s. (a nevezett lapokba írt társadalmi, szépirodalmi és humorisztikus cikkeknél.) 